# NGC 3257
NGC 3257 ist eine linsenförmige Galaxie vom Hubble-Typ E-SB0 im Sternbild Luftpumpe am Südsternhimmel. Sie ist schätzungsweise 135 Millionen Lichtjahre von der Milchstraße entfernt und ist Mitglied des Antlia-Galaxienhaufens, welcher wiederum dem Hydra-Centaurus-Superhaufen angehört.
Das Objekt wurde am 2. Mai 1834 vom britischen Astronomen John Herschel entdeckt.